# Krimtatarer
Krimtatarerna är ett turkspråkigt folk om troligen minst 500 000 personer, bosatt främst på Krimhalvön och i trakten kring Cherson i dagens södra Ukraina (260 000), i Ryssland, främst runt Krasnodar och Stavropol, i Uzbekistan (150 000), främst runt Tasjkent och Fergana, i Turkiet, i regionen Dobrudzja i Rumänien (24 000) och Bulgarien (3 000). Mindre grupper finns i Finland, Litauen, Ryssland utöver i Krasnodar och Stavropol, i Vitryssland, Polen, Västeuropa, Nordamerika och Centralasien utöver Uzbekistan (främst Kazakstan). Enligt vissa uppgifter skulle 5 miljoner av krimtatariskt ursprung idag leva i Turkiet, men dessa torde, i olika hög grad, kunna räknas som assimilerade av den turkiska befolkningen. Krimtatarerna talar främst krimtatariska (eller krimturkiska) men många talar även ryska (i före detta Sovjetunionen) och turkiska (i Turkiet).
De härstammar från de mongoler som blev kvar efter den mongoliska invasionen och erövringen av stora delar av Öst- och Centraleuropa på 1200-talet när Gyllene horden under kommando av Djingis Khans sonson Batu Khan drog fram ända till Österrike. När den Gyllene horden erövrade Krim på mitten av 1200-talet och invånarna i stora områden i norra och centrala Krim gick ett tragiskt öde till mötes. Krimhalvön, som då kallades för Taurien – Tavria, landet där allt finns. Mongolererna kom senare att bli starkt uppblandade med andra folk på halvön, däribland genuesare, goter och greker. Flertalet krimtatarer tvångsförflyttades till Uzbekistan och Kazakstan av Stalin under andra världskriget; på 1980-talet återvände många till Krim, dock bor idag nästan hälften av de 400 000 talarna av krimtatariska i Uzbekistan. 

## Språk
Krimtatarernas språk är krimtatariska som är ett turkspråk av den nordvästliga undergruppen (men räknas till följd av påverkan ibland till den sydvästliga gruppen), med omkring 400 000 talare, krimtatarer, av vilka nästan hälften bor i Uzbekistan, nästan lika många på Krimhalvön, samt ytterligare på andra platser i forna Sovjetunionen (främst Centralasien och Sibirien), samt i Turkiet, Rumänien och Bulgarien.
Formandet av krimtatariska började med de första turkiska inflyttningarna på Krim. Då islam spreds till halvön infördes ett arabiskt alfabet som närmare liknade det persiska. Officiella skriftspråk i Krimkhanatet var dock tjagataiska och osmanska.

## Historia

### Krimkhanatet

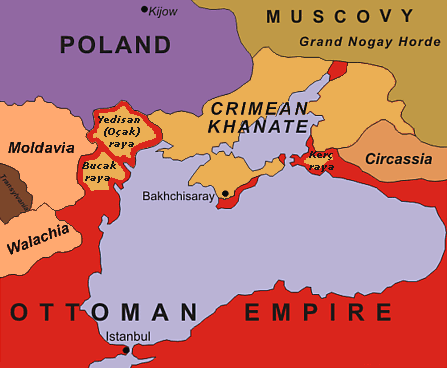

Under 1200-talet invaderade och bosatte sig olika stammar av turk- och mongolfolk på Krim, vilka kom att utgöra grunden till vad som idag är krimtatarerna, i de norra och centrala delarna av halvön. Vid tiden för tatarernas invasion var flera av städerna på halvön viktiga handelscentrum i det stora området kring Svarta havet. Bland dessa turkfolk fanns en liten befolkning judiska karaimer som främst levde kring fortet Çufut Qale (även Qırq Yer). Islam blev Gyllene hordens statsreligion 1313, och året därpå uppfördes en moské i Solchat på Krim. Efter att ha besegrats av Timur Lenk år 1395 försvagades Gyllene hordens inflytande i området. År 1428 kom Haci Giray, en ättling till Djingis khan tillika pretendent till Gyllene hordens tron, till Krim från sin exil i Litauen och hade 1430 tagit makten över turkfolken där. Då ett långt krig för Krims oberoende förts kunde Haci Giray upprätta ett eget rike, kallat Krimkhanatet, år 1441 eller 1443. Han flyttade sitt residens från Çufut Qale och han och hans efterföljande regerade Krimhalvön och dess omgivningar (med undantag för några genuesiska besittningar) från Bachtjysaraj på centrala Krim.
På slutet av 1400-talet tvingades Krimkhanatet bli en vasallstat till Osmanska riket som fick betala dyra skatter till rikets sultan. I denna egenskap av vasallstat förde krimtatarerna därefter krig åt sultanen i de områden som idag är Moldavien, Ukraina och Ryssland.
De genuesiska handelsstäderna på halvön erövrades av den osmanske generalen Gedik Ahmet Pascha år 1475 och från och med 1478 var de krimeiska khanerna nominellt underställda såsom vasaller till Osmanska riket och de betalade tribut till sultanen. År 1497–98 drev krimtatarerna på osmansk order ut de polacker som trängt in i Moldavien. År 1502 besegrade Krimkhanatet den siste khanen av Gyllene horden, vilket beredde vägen för Tsarrysslands erövringar av Kazankhanatet (1552) och Astrachankhanatet (1556). I striderna mellan de olika osmanska pretendenterna på Beyazit II:s tron år 1511 gav Krimkhanatet hjälp till Selim som till slut kom att stå som segrare. År 1569 anföll Krimkhanatet Astrachan, som då kommit under Ryssland. År 1571 ledde Mohamed Khairi, på order av Devlet I Giray, en krimtatarisk och turkisk hord på 120.000 man norrut och Moskva plundrades och brändes. År 1578 understödde krimtatarerna den osmanska armén i ett krig mot Persien. Under 1500- och 1600-talen företogs vidare räder in i Ukraina och togs sammanlagt uppemot två miljoner rekryter och krigsfångar tillbaka till Krim, men dessa räder motstods i stort av zaporogerna (kosackerna från staden Zaporizja Sitj). Snart blev Ryssland allt mäktigare och i rysk-turkiska kriget 1676–81 kunde en fast gräns genom fastställas till Dnepr. Under rysk-turkiska kriget 1686–1700 erövrades Perekop år 1697. År 1736 invaderades halvön av ryssarna och Bachtjysaraj förhärjades. Den osmanska dominansen över krimkhanerna varade fram till 1774 då osmanerna efter det rysk-turkiska kriget 1768–1774 tvingades avsäga sig makten över halvön i freden i Kjutjuk-Kajnardzji.

### Krimkriget

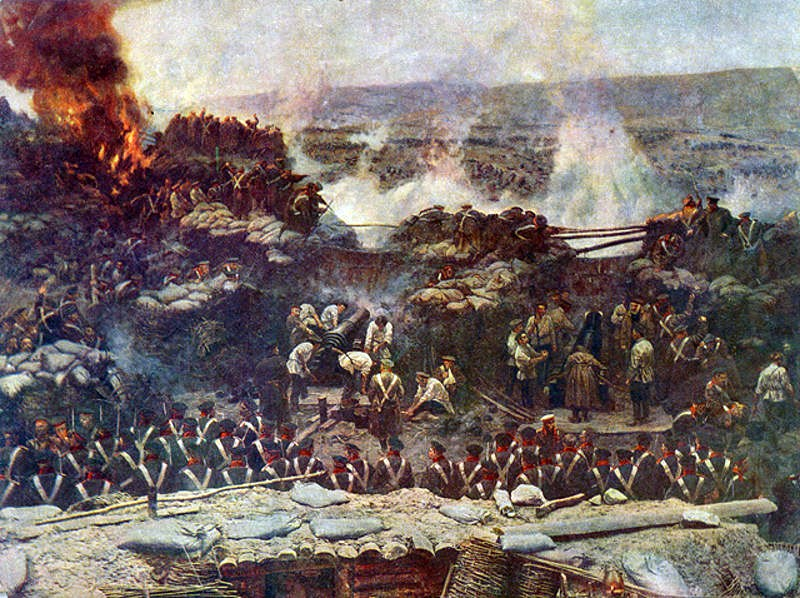
Detalj av Franz Roubauds panoramiska målning Belägringen av Sevastopol (1904).

Krimkriget ägde rum mellan 1853 och 1856 mellan Ryssland å ena sidan och Storbritannien, Frankrike, Osmanska riket och Sardinien å den andra. Det utkämpade till största del på Krim och innebar rysk förlust. Detta hade som följd att krimtatarerna i större utsträckning kom att emigrera till Osmanska riket. Rysk-turkiska kriget 1877–1878 startade en ny våg av utflyttning som kom att pågå till 1902. Utvandringen medförde brist på arbetskraft och regeringen var till slut tvungen att ta in arbetare från andra provinser. Många ättlingar till krimtatarer återfinns idag i Dobrudzja och Anatolien.

### Krims folkrepublik och Ukrainska folkrepubliken
I samband med ryska revolutionen upphörde guvernementet att fungera och krimtatarerna utropade i december 1917 Krims folkrepublik med Numan Celebicihan som president; området kom att bli del av den Ukrainska folkrepubliken då denna utropades den 22 januari 1918 men behöll en relativ autonomi. Redan samma månad kom dock kommunisterna till makten på halvön och den krimtatariske presidenten avsattes, sattes i fängelse och avrättades den 23 februari. Sovjetmakten föll dock temporärt och under ryska inbördeskriget var Krim ett fäste för den antibolsjevikiska Vita armén som där under general Pjotr Wrangel höll emot Röda armén till 1920.

### Autonoma socialistiska sovjetrepubliken Krim
Den 18 oktober 1921 skapades den Autonoma socialistiska sovjetrepubliken Krim som en del av Ryska SFSR.  Krimtatarerna utgjorde vid denna tid 25 procent av befolkningen. Konstitutionen gjorde två största folkgruppernas språk ryska och krimtatariska till officiella språk på Krim. Det innebar att alla officiella handlingar, allt som hade med det sovjetiska samhället att göra alltid var skrivet på både ryska och krimtatariska. I vissa områden där de etniska grupperna var dominerande fick skolbarnen undervisas på sitt modersmål. Krimtatarerna hade egna skolor i fem sådana områden, Sudak, Alusjta, Bachtjysaraj, Jalta och Balaklava. Likheten inför lagen gav samma rättigheter för alla folkgrupperna. Under 1929 genomdrevs en russifieringpolitik på Krim och krimtatarernas och deras språks ställning inskränktes. Under 1930-talet förekom avrättningar och deportationer av krimtatariska intellektuella och av det muslimska prästerskapet, varigenom många drevs i exil till Sibirien och Centralasien. Krim drabbades under det sovjetiska styret av hungersnöd, först 1921–22 och sedan igen 1931–33 (denna hungersnöd drabbade stora delar av Sovjetunionen).

### Deporteringen 1944
När tyskarna invaderade Krim under sommaren 1941 försvarades halvön av den sovjetiska 51:a armén men den tvingades till reträtt och lämnade Krim. I den 51:a armén fanns cirka 20 000 krimtatarer och det var nästan alla krimtatarer i militär ålder. De allra flesta av dessa deserterade till nazisterna då de som frivilliga gick i nazisternas tjänst, bildade paramilitära enheter och gick i krig mot Röda Armén. De bildade åtta tatariska bataljoner placerade över hela Krim och användes av tyskarna i kriget, i straffbataljoner, som poliser eller som vakter i fånglägren. Cirka 40 0000 av Krims 65 0000 judar mördades av tyska SS-trupper med hjälp av krimtatarer. De kände till judarna, visste var de fanns eller gömde sig och även deltog i morden som legosoldater i de tyska straffbataljonerna. I april 1942 förklarades halvön från tysk sida vara ”judefri”.
När tyskarna i april 1944 tvingades fly från Krim flydde många av de krimtatariska legosoldaterna tillsammans med dem. Kvar på Krim fanns cirka 200 000 krimtatarer. Många hade varit tyska kollaboratörer i stort och smått, i städer och byar, i inlandet och vid kusterna. De hade på olika sätt deltagit i angivelser, förföljelser och mord. Spänningen mot tatarerna var stor och den övriga befolkningen på Krim, mest ryssar, krävde hämnd.
Den 11 maj 1944 antog Sovjetunionens Försvarskommitté under Stalins ledning en resolution om krimtatarerna där man med denna bakgrund beslutade att förvisa alla de tatariska kollaboratörerna från Krim till permanent bosättning i Uzbekiska SSR till senast den 1 juni 1944.
Mellan den 18 och 21 maj 1944 deporterade sovjetregimen totalt omkring 194 000 krimtatarer från Krim av en total krimtatarisk befolkning år 1939 på 218 000 sedan de anklagats för att ha samarbetat med de nazistiska ockupationsstyrkorna. Även om det uppskattas att ungefär 20 000 personer hade ingått i de lokala frivilligkårer som tyskarna upprättade hade även ett stort antal stridit för Röda armén.  Kvar på Krim blev drygt 2 000 tatarer, de som hade vägrat att samarbeta med tyskarna. Tatarerna färdades med speciella tåg med rätt till en varm måltid om dagen, varmvatten och sjukvårdspersonal. Varje familj hade rätt att ta med sig en packning på 500 kg. All egendom som blev kvar på Krim övertogs av myndigheterna, men ersattes till vis del av myndigheterna i Uzbekistan. Ledningen i Uzbekistan fick också uppdraget att ta emot tatarerna och se till att de fick arbete i kollektivjordbruk och fabriker, egna jordlotter och hjälp och stöd att skaffa bostäder eller bygga egna hem och få nödvändigt byggmaterial. Under de två första månaderna, juli och augusti, fick tatarerna fria ransoner av mjöl, gryn och grönsaker. Tatarerna fick låna upp till 5000 rubel i ett räntefritt bygglån från den sovjetiska Jordbruksbanken på sju år. Samtidigt beslutade Försvarskommittén att tilldela 30 miljoner rubel från Sovjetunionens reservfonder för betalning för vad flyttningen och den nya bosättningen av krimtatarerna skulle kosta. Tartarska organisationer anser att 42 000 av de deporterade dog av svält och sjukdom då de i boskapsvagnar transporterades per järnväg till Centralasien och Sibirien. Men när de sovjetiska arkiven öppnades efter Sovjetunionens fall kunde det dokumenteras att 191 personer hade dött under den två veckor långa tågresan.
Efter krimtatarerna deporterades runt den 26 juni 1944 även 14 500 greker, 12 000 bulgarer och 11 300 armenier. Många moskéer och andra krimtatariska byggnader stängdes och förstördes eller användes som stall, affärer eller lagerlokaler.
Krimtatarerna återfick gradvis vissa av sina rättigheter efter Stalins död 1953. Slutligen fick de den 5 september 1967 officiellt erkännande och var då inte längre att betraktas som förrädare. Då var flertalet fortfarande bosatta i Uzbekiska SSR och började återvända men alla fick inte lov att återvända till Krim förrän den 14 november 1989. På fyra år återvände cirka 250 000 krimtatarer, vilket var ungefär hälften av det totala antalet i det forna Sovjetunionen.

### Krims mejlis
Krimtatarerna etablerade sin första mejlis och kurultai 1917 men upplöstes i samband med krimtatarernas deportation 1944..De ukrainska myndigheterna gav tillstånd till att mejlis och kurultai återetablerades 1994. 14 representanter från det krimtatariska folket valdes till det regionala parlamentet i Krim 1994. År 2010 diskuterades det bland Krims politiker att Ukraina skulle förbjuda krimtatarernas politiska organ. Riksåklagaren på Krim, Natalja Poklonskaja, anklagade 2016 Krims mejlis för extremism, och efter att Högsta domstolen i början av maj 2016 följde hennes begäran är Krims mejlis förbjuden att verka på ryskt territorium. Mustafa Dzjemilev, ledare för Krims mejlis 1991–2013, och Refat Tjubarov, ledare för Krims mejlis från 2013, har landsförvisats från Krim på fem år.

### Krimtatarer verksamma i Hizb ut-Tahrir
På Krim finns en radikaliserad minoritet av krimtatariska ungdomar som är påverkade av islamistiska rörelser. Såväl Hizb ut-Tahrir som salafistiska grupper har sedan länge ett fotfäste bland unga radikala krimtatarer, antalet medlemmar har anslagits till mellan 2000 och 15 000.
Under Krim-konflikten har Ryssland pekat ut flera krimtatarer som extremister tillhörande Hizb ut-Tahrir. 
2015 greps 14 krimtatarer anklagade för medlemskap i Hizb ut-Tahrir, och fyra av dessa dömdes av den ryska militärdomstolen i Rostov vid Don till sju resp fem års fängelse för terrorism. Det uppges att 19 000 krimtatarer sedan det ryska övertagandet har lämnat Krim och nu är internflyktingar på fastlandet i Ukraina. Andra krimtatarer, om än en minoritet, välkomnade det ryska övertagandet. Krims vicepremiärminister Rustam Temirgaliev är t ex tatar.